# Muhammad Isma’il
Muhammad Isma’il Muhammad al-Dżamal (arab. محمد إسماعيل محمد الجمال) – egipski zapaśnik walczący w stylu wolnym. Złoty medalista mistrzostw Afryki w 2002 roku.